# Nisekoi - False Love
Nisekoi - False Love (ニセコイ?, Nisekoi, lett. "Falso amore") è un manga comico-romantico scritto e disegnato da Naoshi Komi, serializzato sul Weekly Shōnen Jump di Shūeisha dal 7 novembre 2011 all'8 agosto 2016. In Italia la serie è stata acquistata da Star Comics e pubblicata dal 1º marzo 2014 all'11 marzo 2020. Una serie di light novel, dal titolo Nisekoi: urabana, è stata scritta da Hajime Tanaka e pubblicata da Shūeisha. Un adattamento anime, prodotto da Shaft, è andato in onda in Giappone dall'11 gennaio al 24 maggio 2014 ed una seconda stagione è stata trasmessa tra il 10 aprile e il 26 giugno 2015. L'anime è distribuito in Italia da Kazé. Un film dal vivo tratto dalla serie, prodotto da Toho ed Universal Pictures, è uscito in Giappone il 21 dicembre 2018.

## Trama
Nisekoi segue le vicende degli studenti liceali Raku Ichijo, figlio di un leader della fazione yakuza Shuei-Gumi, e Chitoge Kirisaki, figlia di un boss di una banda di gangster rivale nota come Beehive. I due si incontrano inaspettatamente per la prima volta quando Chitoge, scavalcando un muro, finisce per atterrare con le ginocchia sulla faccia di Raku. Dopo che la ragazza corre via, Raku si accorge di aver perso il medaglione che gli era stato consegnato dal suo primo amore d'infanzia, di cui non si ricorda più il nome e a cui aveva promesso di sposarsi una volta cresciuto. Così, non appena egli scopre che Chitoge è una nuova studentessa trasferitasi nella sua classe, la costringe ad aiutarlo nella ricerca dell'oggetto, col risultato della nascita in breve tempo di un'antipatia reciproca.
Una volta tornato a casa, Raku viene a sapere che l'unico modo per fermare il conflitto tra gli Shuei-Gumi e i Beehive è il suo fidanzamento con la figlia del leader nemico, che si rivela essere proprio Chitoge. A causa delle bizzarre circostanze, i due devono quindi fingersi una coppia anche a scuola per i prossimi tre anni. La situazione però sembra essere più impegnativa del previsto, non solo per il loro odio reciproco, ma anche per il fatto che Raku ha una cotta per un'altra compagna di classe, Kosaki Onodera, che desidera segretamente sia la ragazza in possesso della chiave del suo medaglione. A complicare ulteriormente le cose si aggiungono la guardia personale iperprotettiva di Chitoge, una killer professionista, una ragazza che pretende di essere la fidanzata di Raku, un'amica d'infanzia e l'esistenza di più chiavi.

## Personaggi

Alcuni personaggi di Nisekoi (da sinistra verso destra a scendere): Kosaki, Chitoge, Marika, Seishirō, Ruri, Shū e Raku

Raku Ichijo (一条 楽?, Ichijō Raku)
Doppiato da: Kōki Uchiyama  (ed. giapponese), Massimo Triggiani (ed. italiana)
Figlio di un capo della yakuza, su consiglio del padre inizia una falsa relazione con Chitoge Kirisaki per evitare una guerra con i gangster, nonostante sia innamorato di Kosaki Onodera. A 5 anni ha fatto una promessa con una ragazza ricevendo in cambio un pendente che si aprirà con la chiave della ragazza della sua promessa. Conosce l'esistenza delle tre chiavi (di Onodera, Chitoge e Marika), ma non si ricorda l'identità della ragazza. Ha tentato di aprire il pendente con la chiave di Chitoge, ma quest'ultima per il nervosismo ha utilizzato troppa forza e la chiave si è rotta e non sanno se sia la chiave corretta. Lo zio di Shuu si è occupato della riparazione del pendente, ma per ora è riuscito solo a recuperare e aggiustare la chiave di Chitoge, sembra che ci sia qualcosa che blocchi la serratura di Raku. Raku non ha intenzione di seguire la strada malavitosa del padre. Raku è insuperabile nei giochi da fiera, in cui vince sempre, ed è un cuoco eccellente. Il suo rapporto con Chitoge è di odio all'inizio, poi di semplice ostilità, ma in ogni caso tutte le loro discussioni finiscono con lui che viene inevitabilmente riempito di botte da Chitoge. I due riescono, nonostante i loro contrasti, a collaborare quando è necessario. Dopo aver scoperto che Chitoge potrebbe essere la ragazza della promessa, Raku si sente più a disagio nei suoi confronti. Gradualmente Raku inizia ad avere dei dubbi riguardo al suo rapporto con Chitoge, perché sembra che la ragazza per lui non sia più una fastidiosa falsa fidanzata, ma una persona importante. Quando torna in Giappone la sua prima amica d'infanzia, Yui Kanakura, Raku scopre che la quarta ed ultima chiave ce l'ha lei e che a quest'ultima manca un pezzo della parte finale. Raku, su sollecitazione di Shu, riflette sul rapporto con Chitoge e, dopo averci pensato, rivela a quest'ultima di considerarla la propria migliore amica. La pulce nell'orecchio messa dal suo migliore amico, però, continua ad assillarlo. Quando Yui gli si dichiara, lui pensa ad Onodera, ma la ragazza che gli viene in mente è Chitoge, cosa che lo manda in crisi. Dopo aver salvato Marika dal matrimonio imposto dalla madre di lei e averla respinta sentimentalmente ma avendole restituito la speranza e la voglia di vivere, quest'ultima gli dice che è palese che lui sia innamorato sia di Kosaki che di Chitoge, cosa che lui rifiuta perché non lo ritiene possibile. In seguito Marika lo saluta perché per i successivi due anni sarebbe stata in un istituto medico americano dove avrebbe potuto curarsi e sconfiggere definitivamente la sua malattia congenita. Nei giorni seguenti, Raku inizia a riflettere sempre più su cosa prova per Chitoge per capire se le parole di Marika fossero veritiere. Poco dopo ha un altro dei tanti appuntamenti con Chitoge e nel corso di quest'ultimo, a seguito di tutti gli avvenimenti, spiacevoli e piacevoli, della giornata, si rende conto che quello che sente per Chitoge non è paragonabile né all'amore che prova per Kosaki né al legame di grande amicizia che prova verso Shu. Continuando ad arrovellarsi per capire cosa prova, Raku si rende conto di aver sempre provato per Chitoge una strana sensazione, la quale ha iniziato a svilupparsi lentamente, passo dopo passo, da poco dopo averla conosciuta fino al momento attuale, che tale sensazione ha iniziato a sembrargli strana all'inizio, poi naturale e infine piacevole. Raku alla fine capisce che, diversamente da quando sta con Kosaki, con Yui con Marika, è solo con Chitoge che prova questa strana sensazione di benessere e si rende conto che tale sentimento non è altro che vero amore. Una volta ammesso a se stesso di essere innamorato di due ragazze, Raku cerca di capire per quale delle due ami di più, ma prima che ciò possa accadere Chitoge sparisce dopo avergli chiesto se gli piaccia Kosaki e dicendogli di trattarla bene. Ormai a un passo dal diploma, Raku sente molto la mancanza di Chitoge e non riesce a capire dove possa essere sparita, ma dopo aver scoperto che è a New York da sua madre, parte con Kosaki per raggiungerla, ma ella scappa di nuovo. Alla fine scopre dov'è e decide di raggiungerla, inoltre parlando con Shu, Raku riesce infine a chiarirsi le idee definitivamente su quale sia la ragazza che ama. Una volta giunto sul luogo incontra anche Kosaki, la quale gli confessa il suo amore e Raku, dopo aver pianto per la felicità, risponde che lei gli è sempre piaciuta, ma non è più innamorato di lei. Kosaki gli consegna la sua chiave, quella giusta, così Raku scopre che lei è la ragazza della promessa, ma decide di non avere rimpianti perché la ragazza che ama davvero è Chitoge e finalmente la incontra di nuovo. I due così confessano i reciproci sentimenti. Anni dopo, Raku lavora come responsabile per la sicurezza pubblica della città e ha preso il posto di suo padre come capo della yakuza, sfruttando proprio quest'organizzazione per mantenere la sicurezza in città, così da far felice sia se stesso che suo padre. Sta inoltre per sposarsi con Chitoge.
Chitoge Kirisaki (桐崎 千棘?, Kirisaki Chitoge)
Doppiata da: Haruka Tomatsu (vomic), Nao Tōyama (drama-CD, anime)  (ed. giapponese),
Letizia Ciampa (ed. italiana)
Figlia del capo dei Bee Hive, una banda di gangster americani, su consiglio del padre inizia una falsa relazione con Raku Ichijō per evitare una guerra con la Yakuza. Possiede una chiave come testimonianza di una promessa fatta dieci anni prima. Non sopporta Raku e l'ostilità è ricambiata da quest'ultimo che la chiama "donna-gorilla", a causa della forza di lei. Ogni minima discussione o equivoco tra loro finisce con il povero Raku che viene massacrato di botte da Chitoge. Chitoge è una ragazza energica, indipendente e non sopporta l'essere sorvegliata. Agisce sempre per conto proprio, senza ascoltare gli avvertimenti altrui, ed è molto atletica. Soffre di claustrofobia quando è rinchiusa in spazi stretti e scuri, in quei momenti non può fare a meno di abbracciare Raku per cercare di tranquillizzarsi. Nonostante l'odio reciproco, Chitoge e Raku riescono a mandare avanti la loro recita, senza mai mancare di insultarsi e litigare non appena sono da soli, ma dopo aver letto il proprio diario di quando era bambina inizia ad avere il dubbio che quest'ultimo sia il suo primo amore. È Tsugumi a ricordarle di un bambino di cui si era innamorata 10 anni prima ed inizia a pensare/temere che sia Raku quando vede sulla sua fronte una cicatrice, provocata da un cane randagio (Chitoge ricorda che il bambino di 10 anni prima la salvò da un cane procurandosi la stessa ferita). Quando parla della sua chiave e di questo bambino a Raku, quest'ultimo è sconvolto (credeva che solo Onodera avesse la chiave e potesse essere la bambina). Prova ad aprire il pendente con la sua chiave, ma per il nervosismo utilizza troppa forza e la chiave si rompe e non sa quindi se la sua è la chiave corretta. Durante una gita al mare, parlando con Onodera, inizia a sospettare che i nuovi sentimenti che sta provando per Raku possano essere amore. Quando però prova a chiedergli se sarebbero mai funzionati come coppia vera lui risponde di no aggiungendo che non farebbero altro che litigare, oltre agli insulti che è solito rivolgerle. Chitoge, stavolta, rimane profondamente ferita dalle parole di Raku e non gli rivolge più la parola, nemmeno dopo la fine delle vacanze estive. Durante la recita scolastica "Romeo e Giulietta", in cui (nonostante il diverbio con Raku) interpreta la protagonista insieme a Raku, ammette a sé stessa di essersi innamorata di lui. Ha un rapporto molto difficile con la madre, che non la vede praticamente mai (al massimo una volta l'anno) a causa dei suoi impegni di lavoro, inoltre è convinta che a causa di questo la figlia la odi, mentre Chitoge la pensa allo stesso modo poiché non le dà mai alcuna considerazione. Alla fine è Raku stesso a capire le ragioni dei loro problemi, fatti solo di paure infondate sia dell'una che dell'altra, e riesce a farle riappacificare. Il nastro rosso che Chitoge indossa sempre tra i suoi capelli è molto vecchio e non ne mette mai un altro, pur avendone di più nuovi e più belli, perché è un regalo di sua madre, poi sarà la donna stessa a spiegarle che fu proprio Chitoge a chiedere alla madre di comprarle un nastro rosso per i capelli 10 anni prima, perché in una favola che leggevano lei e Raku (la stessa favola a cui sono ispirate la promessa, il pendente e le chiavi) la protagonista aveva un nastro rosso e Raku le disse che le sarebbe stato benissimo un nastro simile, così corse dalla mamma a chiederle di comprarlo, per piacere di più a Raku. Quando, per salvarla da una pallonata prendendola al suo posto, Raku soffre di una totale amnesia per un giorno circa, Chitoge scopre (per bocca di Raku stesso) che Raku la trova bellissima. Chitoge gli spiega che non le ha mai rivolto un complimento per il suo aspetto e Raku, senza vergogna, le risponde che sicuramente era perché non ne aveva il coraggio, perché è impossibile che non lo pensasse, cosa che lascia sconvolta Chitoge. In seguito pensa anche a dichiararsi a Raku, ma poi ci ripensa, perché capisce di non sentirsi ancora pronta a farlo spontaneamente. Parlando con Yui, Chitoge ha la conferma che fosse Raku il bambino di cui era innamorata da bambina, inoltre lei, Yui, Kosaki, Marika, Tsugumi e Raku erano tutti amici dieci anni prima. Chitoge conosce molto bene Raku, tanto che riesce a notare certi dettagli del suo carattere e delle sue abitudini che nemmeno Shu, il migliore amico di quest'ultimo, conosceva. Una sera è prevista una pioggia di meteoriti, così Chitoge decide, per buon augurio, di dichiararsi a Raku quella sera, ma a causa di un uragano soltanto lei, Raku e Kosaki si trovano intrappolati a scuola. Raku perde i sensi per una brutta botta e Chitoge, mentre Kosaki credeva non fosse presente, ammette ad uno svenuto Raku di essere innamorata di lui. Chitoge finge di non aver sentito e il giorno dopo, trovando ingiusto di essere la sola a conoscere i sentimenti di Kosaki per Raku, decide di dire la verità e dichiararsi subito al ragazzo, ma prima di farlo lo sente casualmente parlare con Shu in una conversazione dove dice di essere innamorato di Kosaki, così scappa a casa col cuore infranto senza che lui se ne accorga proprio prima di poterlo udire mentre conferma di amare anche lei al suo amico. Una volta a casa, consapevole che il ragazzo e la ragazza più importanti per lei sono innamorati l'un dell'altra, decide di farsi da parte e sparisce nel nulla senza salutare, andando a lavorare da sua madre a New York lasciando la scuola di punto in bianco. Chitoge, per riuscire a far luce sul proprio passato, parte per il luogo nel quale lei, Raku, Tsugumi, Marika, Kosaki e Yui si sono conosciuti da bambini e lì i ricordi riaffiorano totalmente nella sua memoria e si rende conto della verità: dieci anni prima fu lei ad avere l'idea delle chiavi e del lucchetto e voleva sposare Raku quando si fossero ritrovati, ma spiando Raku e Onodera capì che era quest'ultima la bambina di cui era innamorato ed è infatti con lei Raku fa la promessa, perciò, per amicizia, scelse di rinunciare a lui dando ad Onodera la chiave giusta, ragion per cui non scrisse della promessa sul diario e aveva lasciato all'interno di quest'ultimo la sua chiave, poiché aveva già rinunciato a lui dieci anni prima. Dopo aver scoperto questo, Chitoge decide di andarsene, facendosi nuovamente da parte, ma dopo aver parlato con Marika, tornata sul posto per breve tempo direttamente dall'America, capisce di non poter far finta di non essersi mai innamorata di Raku e decide di affrontarlo una volta per tutte. Gli rivela che lui le piace ma che la ragazza della promessa è Kosaki e di sapere che è innamorato di lei e, dopo avergli spiegato le proprie recenti azioni, gli dice che ora che gli ha detto la verità è pronta a lasciarlo andare. Raku, tuttavia, le rivela di aver appena respinto Kosaki perché è innamorato di lei così Chitoge, commossa, dichiara di amarlo e lo abbraccia. Anni dopo, Chitoge è diventata una stilista e sta per sposare Raku.
Kosaki Onodera (小野寺 小咲?, Onodera Kosaki)
Doppiata da: Hisako Kanemoto (vomic), Kana Hanazawa (drama-CD, anime) (ed. giapponese),
Sara Labidi (ed. italiana)
Ragazza molto timida innamorata di Raku Ichijou, al quale non riesce mai a dichiararsi, pur avendone la piena intenzione. Possiede una chiave come testimonianza di una promessa fatta dieci anni prima. Ha un carattere molto riservato e il più delle volte si rivela essere una brava osservatrice di Raku. Non sa nuotare e perciò Raku tenta di insegnarle, seppur con scarsi risultati. Sa cucinare piatti bellissimi a livello estetico, ma disgustosi di fatto (diversamente da Chitoge che prepara piatti orribili esteticamente, ma dal sapore piuttosto buono). Più tardi si scopre che, nonostante facesse di tutto per nasconderlo, non è lei la ragazzina di cui Raku si era innamorato da bambino. Col tempo inizia a prendere coraggio e decide di lottare per far capire a Raku i suoi sentimenti, anche se l'imbarazzo che prova al riguardo ha ancora spesso la meglio su di lei. All'ultimo giorno di scuola prima del diploma, Kosaki e Raku si trovano sul tetto e parlano del più e del meno mentre lei cerca il coraggio di dichiararsi definitivamente, ma poi capisce che Chitoge, che è sparita senza salutare da diverso tempo, è a sua volta innamorata di lui e questo la blocca, anche perché subito dopo Raku viene informato che la ragazza si trova a New York, così parte insieme a lui per raggiungerla. Quando Chitoge va nel luogo in cui lei, Raku e le altre ragazze si conobbero, ricorda tutto ciò che accadde e cioè che è lei la ragazza della promessa e che Chitoge, avendolo capito già allora, le aveva dato la chiave che apre il lucchetto. Kosaki, avendo ricordato tutto, incontra Raku e gli confessa il suo amore, che il ragazzo ricambia, ma ella comprende che Raku ama di più Chitoge e per questo, seppur molto triste, gli consegna la propria chiave così che lui possa scoprire da solo la verità sul passato. Anni dopo, lei e la sorella minore hanno iniziato a lavorare stabilmente nella pasticceria di famiglia e ha preparato la torta nuziale per Chitoge e Raku.
Shū Maiko (舞子 集?, Maiko Shū)
Doppiato da: Kōji Fujiyoshi (vomic), Yūki Kaji (drama-CD, anime)
Migliore amico di Raku Ichijō, conosce i sentimenti di Raku, Onodera e Tsugumi e si diverte a creare situazioni imbarazzanti tra le ragazze e Raku. Incoraggia l'amico a relazionarsi con Onodera, ma in seguito, vedendo il suo comportamento, inizia a provocare volontariamente situazioni equivoche tra lui e altre ragazze come Chitoge, Tsugumi e Marika. In realtà non gli piace vedere il suo amico soffrire, sebbene quando le cose si fanno realmente imbarazzanti non riesce a non sbellicarsi, ma vuole che lui trovi da solo la forza per esprimere i propri sentimenti. Una delle ragioni per cui ha smesso di incoraggiare l'amico nei riguardi di Onodera è l'aver notato che Raku potrebbe provare per Chitoge qualcosa di importante. È grazie ad un suo suggerimento che Raku capisce di amare Chitoge più di Kosaki e, quando rivede Ruri, ella gli confessa di essersi innamorata di lui, lasciandolo per la prima volta senza parole. Anni dopo è diventato insegnante ed è fidanzato con Ruri.
Claude Ringheart (クロード・リングハルト?, Kurōdo Ringuharuto)
Doppiato da: Takehito Koyasu (drama-CD, anime)
Soprannominato da Raku "quattrocchi", è il capo della sicurezza dei Bee Hive che vuole proteggere Chitoge e ha dei sospetti sulla relazione tra lei e Raku. Sorveglia costantemente i due per smascherare la loro falsa relazione, ma poiché non può sorvegliare Chitoge in ogni momento incarica anche Tsugumi, che crede un ragazzo, di vegliare su di lei. In realtà, come rivela lui stesso, ha capito da parecchio tempo tutto sulla finta relazione, compreso il fatto che Raku sia innamorato anche di Kosaki. Volendo impedire che Chitoge soffra ulteriormente, cerca di impedire il loro incontro, ma Tsugumi gli si para di fronte per fermarlo. Alla fine Claude viene sconfitto e ammette a Tsugumi, che invece crede ancora un ragazzo, che sperava che Chitoge stesse insieme a lei. In quel momento Tsugumi, sconvolta, gli rivela di essere una ragazza e persino davanti all'evidenza Claude impiega un po' di tempo ad elaborare la cosa. Tuttavia grazie a questo riesce a capire che il suo giudizio non è sempre corretto e decide di lasciare che Raku incontri Chitoge. Anni dopo ha preso il posto del padre di Chitoge come capo dei Bee Hive.
Ruri Miyamoto (宮本 るり?, Miyamoto Ruri)
Doppiata da: Yumi Uchiyama (drama-CD, anime)
Migliore amica di Kosaki Onodera, cerca di aiutare la timida amica a confessarsi a Raku. Mostra raramente espressioni facciali, essendo molto fredda, ed è molto più sveglia e matura delle sue coetanee. Ha un rapporto piuttosto comico con Shu, il migliore amico di Raku, che picchia ogni qual volta quest'ultimo faccia commenti impropri sulle ragazze o semplicemente disturbi dei momenti seri o tranquilli con le sue affermazioni. In realtà, sebbene non voglia ammetterlo neanche a se stessa, le piace Shu e solo dopo aver passato diverso tempo con lui prende consapevolezza di essersi innamorata. Mentre Shu e Ruri cercano Raku e Kosaki, Ruri gli confessa i suoi sentimenti, lasciandolo sbigottito e dicendogli che aspetterà fino a quando lui non sarà pronto ad innamorarsi di nuovo. Anni dopo è fidanzata con Shu.
Seishirō Tsugumi (鶫 誠士郎?, Tsugumi Seishirō, Seishirou Tsugumi)
Doppiata da: Mikako Komatsu (drama-CD, anime)
Ragazza il cui scopo è proteggere Chitoge, viene incaricata da Claude di controllare le mosse di Raku, ma se ne innamora. All'inizio tutti pensavano che fosse un maschio, in quanto vestita come un maschio ed avendo un nome da maschio. In seguito si viene a sapere che Claude stesso pensa che sia un maschio e per questo le ha dato questo nome, mentre i vestiti da maschio le servono perché sono più comodi e facilitano i movimenti rispetto a quelli da ragazza. Quando Raku le dice che è un peccato si vesta da maschio perché è molto carina, Tsugumi resta sconvolta ed imbarazzata. In seguito prova ad indossare degli abiti femminili ma, essendo troppo carina ed ammirata dai ragazzi, la cosa la mette fortemente a disagio e quindi torna subito a vestirsi da maschio, indossando però un fiocco per capelli regalatole da Chitoge, in modo che nessuno la scambi più per un maschio. Non consapevole del proprio amore nei confronti di Raku e non sapendo interpretare i "sintomi" di ciò che prova in sua compagnia, finisce col chiederlo a tutte le persone della scuola e tutte le ragazze capiscono cos'abbia, ma solo Kosaki glielo dice chiaramente, mettendola molto a disagio. In compagnia di Raku si sente sempre molto in imbarazzo, specie quando quest'ultimo le fa un complimento. In America era conosciuta con il nome in codice "Black Tiger". È oggetto di invidia delle altre ragazze per le dimensioni del suo seno, che non si nota di solito perché gli abiti maschili lo comprimono, ma rispetto a tutte le coetanee è decisamente più prosperosa. È abilissima con qualsiasi tipo di arma, un'assassina straordinaria, capace di montare una pistola bendata in un attimo, è atletica, forte e scattante più di qualsiasi altra ragazza. Nonostante queste qualità da killer è anche un'ottima cuoca, a detta di Raku sarebbe un'ottima moglie. Dopo aver scoperto per puro caso che la relazione tra Raku e Chitoge sia falsa, ne resta sconvolta visto che per due anni non se n'è accorta. Tsugumi viene incoraggiata da Paula a cercare di farsi avanti per essere notata da Raku visto che in realtà è libero, ma non sa ancora cosa prova per lui. Proprio parlando con Raku, fingendo di raccontargli di un'amica, capisce che il suo comportamento nei suoi confronti è esattamente quello di una persona innamorata e si rende conto dei propri sentimenti pienamente. Poco dopo, vedendo come Chitoge guarda Raku, le chiede in privato se in realtà lei sia davvero innamorata di lui e, dopo aver provato per l'ennesima volta a negare, Chitoge ammette la verità, così Tsugumi decide di lasciar perdere i sentimenti per Raku per amicizia nei confronti di Chitoge. Anni dopo è diventata la modella personale di Chitoge per provare le sue creazioni.
Marika Tachibana (橘 万里花?, Tachibana Marika)
Doppiata da: Kana Asumi (drama-CD, anime) (ed. giapponese),
Perla Liberatori (ed. italiana)
Figlia del capo della polizia, è innamorata di Raku Ichijou. Ha fatto una promessa con lui dieci anni prima ed afferma di essere la sua fidanzata e futura moglie. Diversamente da Chitoge, lei tecnicamente è davvero la fidanzata di Raku. Poiché il fidanzamento di Raku e Chitoge è soltanto una recita orchestrata dai genitori dei due, mentre quello tra Raku ed il padre di Marika è stato deciso 10 anni prima nuovamente dai genitori, ma in modo serio (Marika disse a suo padre che Raku le piaceva e avrebbe voluto sposarlo da grande, così il padre le disse che avrebbe chiesto al padre di Raku di far sì che Raku la sposasse), seppur il padre di Raku se ne fosse scordato (il padre di Raku lo supplica di aiutarlo quando se ne ricorda, poiché il padre di Marika è il capo della polizia e contravvenire alla parola data ad un uomo simile sarebbe ancora peggio di una guerra con i gangster del padre di Chitoge) Possiede una chiave. Marika emerge decisamente tra le spasimanti di Raku, poiché non si vergogna affatto dei propri sentimenti, anzi non si fa alcun problema ad esprimerli apertamente, dichiarando senza problemi a Raku di amarlo ogni volta che lo vede, cosa che rende felice ed allo stesso tempo mette a disagio Raku, che non ha mai ricevuto dichiarazioni d'amore in vita sua. Marika, da bambina e anche adesso, è sempre stata cagionevole di salute, ragion per cui non usciva quasi mai da bambina, ma Raku veniva spesso a farle visita e a giocare con lei, rendendo allegre le sue giornate. Marika è innamoratissima di Raku sin da quel periodo, tanto che quando Raku a quei tempi le disse che la ragazza ideale per lui avrebbe dovuto avere un carattere gentile e i capelli lunghi, Marika si è fatta crescere i capelli apposta ed ha frequentato molte lezioni di dizione per smettere di parlare nel dialetto della sua provincia, molto particolare. Proprio per questo, però, Raku non si ricorda niente di Marika, con suo rammarico, ma quando quest'ultima, inizialmente indifferente a tale mancamento, si stanca ed inizia ad inveirgli contro nel suo dialetto e chiamandolo "Rakkun" (il modo in cui lei lo chiamava da bambina, mentre lui la chiamava "Mari"), Raku si ricorda bene di lei. Marika è tanto affezionata a Raku da chiedergli come vorrebbe che lei fosse e dichiarandosi disposta a cambiare per lui, ma Raku le spiega che Marika è già una bellissima persona così, non importa come parli o quanto lunghi siano i suoi capelli, rendendola felice. Marika, nonostante (per via della sua salute), sia la peggiore nelle attività sportive e pessima nel lavoro, si impegna molto part-time come cameriera (grazie ad un comprensivo datore di lavoro che passa sopra ai suoi piatti rotti, perché con la sua vitalità riesce sempre ad attirare clienti e a farsi benvolere da essi). Anche questo riguarda Raku, poiché vuole iniziare subito a mettere da parte i soldi per poter costruire la casa che Raku sognava da bambino, in cui poter vivere insieme. Si è scoperto che ha anche un pappagallo, da lei chiamato Raku-Sama ("sama" è un suffisso onorifico che i giapponesi riservano a persone superiore a loro di grado, età o importanza. Marika adesso chiama Raku allo stesso modo), al quale ha insegnato a parlare molto bene (gli fa ripetere delle frasi osé su di lei e Raku, da lei inventate di sana pianta), cosa che lascerà sconvolto Raku e le altre quando lo verranno a sapere. Tra le spasimanti di Raku, l'unica ad avere un rapporto piuttosto conflittuale con lei è Chitoge, dal momento che Marika non sa che il fidanzamento di lei e Raku sia solo una messinscena. È ironico il fatto che, quando Marika scopre che Chitoge è fidanzata con Raku, definisca quest'ultima "donna-gorilla" senza aver mai sentito Raku (il primo e l'unico ad averla definita così) chiamarla allo stesso modo. In realtà, Marika ha capito subito che Raku e Chitoge non stanno insieme, ma ha sempre fatto finta di nulla, così come si è resa conto che a Raku piace Kosaki. Alla fine Marika gli si dichiara apertamente in modo conclusivo, in quanto chiede a Raku di risponderle definitivamente, ma prima che possa accadere si sente male e Honda, la sua guardia del corpo, la fa portare via dalla madre, la quale vuole obbligarla, come avvenne con lei, a sposarsi con un uomo molto più anziano per seguire la tradizione di famiglia. Alla fine Raku e gli altri, con l'aiuto proprio di Honda, riescono a mandare a monte il matrimonio e a portarla via, inoltre la madre decide di accettare la decisione di Marika di lasciarla libera. Marika, tuttavia, dovrà passare due anni in America in un istituto medico, infatti Marika, come era stato fatto intendere molte volte nel corso della serie, ha una malattia congenita che, se non trattata accuratamente, può diventare fatale. Tuttavia l'istituto medico summenzionato, finanziato dalla sua famiglia, ha già trovato il modo di curare la malattia in modo definitivo, ma ci vorranno un paio d'anni di terapie durante i quali non potrà lasciare l'istituto. Marika riceve la risposta di Raku, che dice di non ricambiarla ma di considerarla un'amica preziosa, così come tutti gli altri amici del gruppo la pensano allo stesso modo di lei. Marika, seppur triste per non essere ricambiata, anche se in cuor suo lo sapeva, è comunque felice perché sin da piccola Raku era stato la sua unica speranza di vivere la vita che voleva, mentre ora ha trovato tanti amici che tengono a lei e che sono divenuti tutti il suo "posto felice" a cui far ritorno. Marika apre gli occhi a Raku e gli dice che è innamorato sia di Kosaki che di Chitoge contemporaneamente e che in sua assenza dovrà fare chiarezza da solo su quale delle due ama di più. Dopo aver salutato tutti, Marika si reca in America con Honda come scorta, pronta a sconfiggere per sempre la sua malattia e tornare poi dai suoi amici. Anni dopo inizia a conoscere tanti uomini diversi, sebbene li cacci tutti quasi subito perché vuole trovarne uno anche migliore di Raku.
Paula McCoy (ポーラマッコイ?, Pōra Makkoi)
Doppiata da: Manami Numakura (drama-CD, anime)
Compagna di classe di Haru Onodera, conosceva Tsugumi in America. Il suo nome in codice da assassina è "Zanna Bianca". Diventa molto amica di Haru ed è molto legata anche a Tsugumi. Anni dopo è diventata una ricercatrice e lavora in laboratorio.
Haru Onodera (小野寺 春?, Onodera Haru)
Doppiata da: Ayane Sakura (drama-CD, anime)
Haru, è la sorella di Kosaki Onodera e ha un anno in meno di lei. Rispetto alla sorella, Haru, è più energica, e meno timida (seppur lo sia a propria volta), coordinata e molto più brava in cucina rispetto alla sorella maggiore. Haru all'inizio non ha affatto una buona opinione di Raku, a causa di molti equivoci e voci sul conto di quest'ultimo, ma alla fine anche lei se ne innamora, colpita dalla sua gentilezza e dal fatto che lui la aiuti sempre quando ha dei problemi e la protegga quando è in pericolo. Haru capisce subito che a Raku piace la sorella e che alla sorella piace Raku, quindi, non appena si rende conto di essersi innamorata, decide di rinunciare subito a coltivare questo affetto, ma viene subito messa in difficoltà non appena rivede Raku, poiché ormai tiene troppo a lui. La madre di entrambe, molto più grintosa e tutt'altro che timida rispetto alle figlie, apprezza molto Raku ed il suo talento culinario e si diverte a stuzzicare entrambe le figlie su chi delle due dovrebbe sposarlo, mettendole in imbarazzo entrambe. Alla fine Haru mette da parte per sempre i suoi sentimenti per Raku e, per testimoniare la sua volontà di cambiare, si taglia i capelli, che ora porta corti. È nella stessa classe di Paula. Anni dopo lavora stabilmente nella pasticceria di famiglia con la sorella maggiore ed è ancora single.
Yui Kanakura (奏倉 羽?, Kanakura Yui)
Doppiata da: Yui Horie (drama-CD)
Yui è la boss di una potente organizzazione mafiosa cinese, ritrovatasi tale a causa della linea di successione che la prevedeva come erede ed è la quarta ed ultima ragazza della promessa. Yui è di due anni più grande di Raku ed è una sua amica d'infanzia, lei lo chiama affettuosamente "Raku-chan", mentre lui la chiama "Nee-chan" o "Yui-nee" (sorellina). È una ragazza solare e molto gentile, oltre che spigliata, avrebbe voluto tornare prima in Giappone a trovare Raku, ma per via dei problemi di successione nella mafia cinese ha dovuto attendere che le cose si sistemassero. Lei stessa dice di star ancora imparando come si gestisca un'organizzazione simile. Va molto d'accordo con Raku, seppur si diverta a metterlo spesso in imbarazzo. Sembra conoscere sia Chitoge, sia Marika sia Kosaki, ma non se ne conosce il motivo. Marika è l'unica a ricordarsi di lei ma insiste a far finta di niente, la ragione non è ancora conosciuta. Conosce anche Shu, il quale a propria volta si ricorda di lei e sembra che abbiano un rapporto padrone-schiavo, in cui Yui lo tratta come un cagnolino e lui obbedisce. Stando a ciò che dice Yui, da bambini Raku andava sempre a chiamarla per farla uscire a giocare con lui, nonostante fosse più piccolo di lei, facevano il bagno insieme e sembra che Raku, che neanche se lo ricorda, le abbia rubato il primo bacio in quel periodo. Yui è incredibilmente intelligente, nonostante sia solo 2 anni più grande di Raku ha già conseguito una laurea e, per il periodo che starà in Giappone, sarà l'insegnante della classe di Raku e vivrà a casa sua. Yui si diverte a provocare Raku e sembra palese il fatto che sia innamorata di lui, da bambina aveva l'abitudine a sgusciare nel suo letto di notte e ancora adesso non ha perso l'abitudine. Raku pensa che lei possa conoscere la verità sulla promessa fatta 10 anni prima visto che stavano sempre insieme. Raku, mentre lei dorme, si accorge che Yui possiede una chiave, la quarta ed ultima, ma essa sembra essere rotta sulla parte finale. Yui rivela a Raku di sapere tutto sulla promessa e su 10 anni fa, ma non glielo vuole dire. Yui capisce subito che la relazione tra Raku e Chitoge è falsa e informa Chitoge di essere innamorata di Raku da anni. Yui, esortata da Marika ad essere onesta, rivela a Raku di amarlo, ma Raku le dice che le piace già una persona e Yui, apprezzando la sua sincerità, decide di tornare al rapporto fraterno che avevano fino a poco tempo fa, ma prima lo bacia per dargli il suo addio sentimentale. Anni dopo è incinta (non si sa di chi) e si appresta a presentarsi al matrimonio di Raku e Chitoge.

## Media

### Manga
Il manga, scritto e disegnato da Naoshi Komi, è stato pubblicato inizialmente come one-shot l'8 gennaio 2011 sulla rivista Jump NEXT! della Shūeisha. In seguito è stato serializzato sul Weekly Shōnen Jump dal 7 novembre 2011 all'8 agosto 2016, e a dicembre 2011 Shūeisha ha pubblicato il primo capitolo in inglese online. È stato prodotto anche un fumetto vocale (vomic), di cui il primo episodio è stato pubblicato il 1º giugno 2012. In Italia il manga è stato concesso in licenza alla Star Comics, che lo ha pubblicato dal 1º marzo 2014 all'11 marzo 2020 nella collana Young a cadenza mensile, per poi passare a cadenza trimestrale dal terzo volume in poi, alternando la serie a One Piece e Fairy Tail.
I singoli capitoli della serie sono stati raccolti in Giappone in venticinque volumi tankōbon, editi dalla Shūeisha sotto l'etichetta Jump Comics dal 2 maggio 2012 al 4 ottobre 2016. In particolare il nono volume, pubblicato il 1º novembre 2013, è uscito contemporaneamente anche in edizione speciale, contenente un drama-CD. I diritti dell'opera per l'edizione inglese sono stati acquistati dalla Viz Media, che ha iniziato a pubblicare la serie sulla rivista digitale Weekly Shonen Jump dal 26 novembre 2012 con il titolo Nisekoi: False Love. Lo stesso giorno sono iniziate anche le pubblicazioni dei volumi in lingua inglese sempre in forma digitale. Il primo volume in versione cartacea è stato pubblicato il 7 gennaio 2014, seguito dagli altri a cadenza bimestrale.

### Light novel
Una serie di tre romanzi scritti da Hajime Tanaka e illustrati da Naoshi Komi, intitolata Nisekoi: urabana (ニセコイ ウラバナ?), è pubblicata dalla Shūeisha sotto l'etichetta Jump j-Books. Il primo volume è stato pubblicato il 4 giugno, il secondo il 28 dicembre 2013 e il terzo il 3 aprile 2015.
| Nº | Data di prima pubblicazione | Data di prima pubblicazione | Data di prima pubblicazione |
| Nº | Giapponese                  | Giapponese                  |                             |
| -- | --------------------------- | --------------------------- | --------------------------- |
| 1  | 4 giugno 2013               | ISBN 978-4-08-703292-5      |                             |
| 2  | 28 dicembre 2013            | ISBN 978-4-08-703307-6      |                             |
| 3  | 3 aprile 2015               | ISBN 978-4-08-703355-7      |                             |

### Anime
Annunciato nel maggio 2013, un adattamento anime di venti episodi, prodotto dallo studio Shaft e diretto da Akiyuki Shinbō, è andato in onda in Giappone dall'11 gennaio al 24 maggio 2014. Le sigle di apertura, entrambe cantate dalle ClariS, sono Click e Step, mentre quelle di chiusura, dopo Click per l'episodio 1, sono Heart Pattern di Nao Toyama per gli episodi 2–7, Recover Decoration (リカバーデコレーション?, Rikabā Dekorēshon) di Kana Hanazawa per gli episodi 8–14, Trick Box di Mikako Komatsu per gli episodi 15–17, Hanagonomi (はなごのみ?) di Kana Asumi per gli episodi 18 e 19 e Sōzō Diary (想像ダイアリー?, Sōzō Daiarī) di Nao Toyama, Mikako Komatsu e Kana Asumi per l'episodio 20. Nei Blu-ray Disc giapponesi la quarta sigla di chiusura è stata invece sostituita da Order×Order (オーダー×オーダー?, Ōdā×Ōdā) di Yumi Uchiyama. Un OAV è stato pubblicato il 3 ottobre 2014 insieme al quattordicesimo volume tankōbon del manga.
In Italia la prima stagione è pubblicata in DVD da Kazé nel 2018, segnando il ritorno dell'editore francese sul mercato italiano dopo anni di assenza: i dischi contengono il solo doppiaggio giapponese con sottotitoli in italiano. Il primo cofanetto, comprendente i primi 10 episodi in due dischi, è stato pubblicato il 28 febbraio 2018, mentre il secondo, contenente i 10 episodi restanti, è distribuito il 16 maggio 2018.
Una seconda stagione anime, intitolata Nisekoi: (ニセコイ:?), è andata in onda dal 10 aprile al 26 giugno 2015. La sigla di apertura è Rally Go Round di LiSA, ad eccezione dell'episodio 8 dove cambia in Magical☆Styling (マギカル☆スタイルング?, Magikaru Sutairungu) di Kana Hanazawa, mentre quelle di chiusura sono Aimai Hertz (曖昧ヘルツ?, Aimai Herutsu) di Nao Tōyama, Kana Hanazawa, Mikako Komatsu e Kana Asumi per gli episodi 1, 3, 6, 9 e 12, TrIGgER di Mikako Komatsu per l'episodio 2, Sleep Zzz… di Nao Tōyama per l'episodio 4, Matadō Love (またどーらぶ?, Matadō Rabu) di Kana Asumi per l'episodio 5, marchen ticktack di Ayane Sakura per l'episodio 7, Toriame drop (通り雨drop?) di Yumi Uchiyama per l'episodio 10 e Crayon Cover (クレヨンカバー?, Kureyon Kabā) di Kana Hanazawa per l'episodio 11. In America del Nord i diritti di streaming sono stati acquistati dalla Aniplex of America, che ha trasmesso la serie in contemporanea col Giappone su Aniplex Channel, Crunchyroll, Hulu e Daisuki. In Australia e Nuova Zelanda, invece, i diritti sono stati acquistati dalla Madman Entertainment per AnimeLab. Anche questa seconda stagione è distribuita in Italia da Kazé, nuovamente solo in DVD e solo in lingua giapponese con sottotitoli: il primo box, comprendente i primi 6 episodi, è pubblicato il 22 agosto 2018, mentre il secondo, con i restanti 6, è uscito il 21 novembre 2018.

#### Episodi
Seconda stagione
| Nº  | Titolo italiano Giapponese 「Kanji」 - Rōmaji                                                                                          | In onda        | In onda |
| Nº  | Titolo italiano Giapponese 「Kanji」 - Rōmaji                                                                                          | Giapponese     |         |
| 1   | D'ora in poi 「コレカラ」 - KorekaraNotami per favore 「キヅイテ」 - Kizuite                                                           | 10 aprile 2015 |         |
| 2   | Fato 「インネン」 - In'nenResa dei conti 「ショウブ」 - Shōbu                                                                          | 17 aprile 2015 |         |
| 3   | Bisogno 「ヒツヨウ」 - Hitsuyou | 24 aprile 2015 |         |
| 4   | Madre 「ハハオヤ」 - Hahaoya | 1º maggio 2015 |         |
| 5   | Insegnami 「オシエテ」 - OshieteRaku-sama 「ラクサマ」 - Raku-sama                                                                     | 8 maggio 2015  |         |
| 6   | Delizioso 「オイシイ」 - Oishii | 15 maggio 2015 |         |
| 7   | Sorella 「イモウト」 - Imōto | 22 maggio 2015 |         |
| 8   | Magical Pâtissière Kosaki!! 「マジカルパティシエ小咲ちゃん！！」 - Majikaru Patishie Kosaki-chan!!Hatarake 「ハタラケ」 - Hatarake     | 29 maggio 2015 |         |
| 9   | Giornata di pulizie 「オソウジ」 - OsōjiVisita all'ammalata 「オミマウ」 - Omimau                                                      | 5 giugno 2015  |         |
| 10  | Supporto 「オウエン」 - Ōen | 12 giugno 2015 |         |
| 11  | Voglio perdere peso 「ヤセタイ」 - YasetaiBuongiorno 「オハヨウ」 - Ohayō                                                              | 19 giugno 2015 |         |
| 12  | Ricerca 「ソウサク」 - SōsakuProva 「オタメシ」 - Otameshi                                                                             | 26 giugno 2015 |         |
| OAV | |                |         |
| 1   | Sposi novelli 「シンコン」 - ShinkonMagical Pâtissière Kosaki!! 「マジカルパティシエ小咲ちゃん！！」 - Majikaru Patishie Kosaki-chan!! | 4 gennaio 2016 |         |

#### Pubblicazioni
Gli episodi di Nisekoi sono stati raccolti in sette volumi BD/DVD, distribuiti in Giappone per il mercato home video dal 26 marzo al 24 settembre 2015.
| Volume | Episodi | Data di pubblicazione |
| ------ | ------- | --------------------- |
| 1      | 1–2     | 26 marzo 2014         |
| 2      | 3–5     | 23 aprile 2014        |
| 3      | 6–8     | 28 maggio 2014        |
| 4      | 9–11    | 25 giugno 2014        |
| 5      | 12–14   | 23 luglio 2014        |
| 6      | 15–17   | 27 agosto 2014        |
| 7      | 18–20   | 24 settembre 2014     |

Gli episodi della seconda stagione Nisekoi: sono stati raccolti in altri sei volumi BD/DVD, distribuiti in Giappone dal 24 giugno al 25 novembre 2015.
| Volume | Episodi | Data di pubblicazione |
| ------ | ------- | --------------------- |
| 1      | 1–2     | 24 giugno 2015        |
| 2      | 3–4     | 22 luglio 2015        |
| 3      | 5–6     | 26 agosto 2015        |
| 4      | 7–8     | 30 settembre 2015     |
| 5      | 9–10    | 28 ottobre 2015       |
| 6      | 11–12   | 25 novembre 2015      |

### Videogiochi
Un videogioco per PlayStation Vita, prodotto da Konami e intitolato Nisekoi: yomeiri!? (ニセコイ ヨメイリ!??), è stato pubblicato il 27 novembre 2014. Chitoge Kirisaki appare inoltre come personaggio di supporto nel picchiaduro crossover J-Stars Victory Vs.

### Film
Un film dal vivo tratto dalla serie, diretto da Hayato Kawai ed interpretato da Kento Nakajima ed Ayami Nakajo rispettivamente nei ruoli di Raku Ichijo e Chitoge Kirisaki, è stato distribuito nei cinema giapponesi da Toho ed Universal Pictures a partire dal 21 dicembre 2018.

## Accoglienza

### Manga
Nisekoi ha raggiunto la trentesima posizione nella top 30 delle serie manga più vendute nel 2013, redatta da Oricon, grazie a ben 1 542 417 copie vendute. Il volume 14, uscito a inizio ottobre 2014, ha venduto più di 241 000 copie appena dopo due settimane dalla pubblicazione. Nel 2014 la serie si è classificata sedicesima nella top 30 dei manga più venduti nel corso dell'anno grazie alla vendita di 3 816 372 copie, ovvero quasi il doppio delle copie vendute l'anno precedente.
Rebecca Silverman della Anime News Network ha sottolineato l'evidente mancanza di originalità dell'opera, affermando che "praticamente ogni punto della trama può essere ricondotto ad altre serie shōnen (principalmente Sumomomo Momomo per quanto riguarda la vita familiare di Raku)". Ha anche aggiunto che "i lettori più esperti di romanzi shōnen riconosceranno elementi di almeno altre tre serie del genere". Tuttavia, nonostante le critiche, ha apprezzato i disegni dell'autore e i testi capaci di trasmettere in generale un senso di divertimento al lettore.
Andy Hanley della UK Anime Network ha trovato la serie "stracolma di cliché", ma anche spensierata e divertente da leggere. Ha continuato dicendo che, pur essendo il character design tradizionale, l'autore sa quando dettagliare gli sfondi o lasciare le cose semplici, e che le traduzioni della versione inglese sono discrete e i dialoghi scorrevoli.

### Anime
Recensendo l'anime, Theron Martin della Anime News Network ha affermato che "il colpo di scena alla fine del primo episodio può essere visto arrivare a un miglio di distanza", ma in generale "l'avvio promette bene". Hope Chapman ha invece criticato il ritmo del programma: «Raccontare una storia semplice in modo complesso spezza il ritmo, in questo caso. I punti della trama e i momenti dei personaggi che potrebbero essere comunicati in un minuto, ne prendono tre con lo stile di Shinbō, e ciò semplicemente non aggiunge nulla alla storia quando è così breve e lineare.» Carl Kimlinger ha aggiunto di aver trovato "l'improbabile fantasia romantica" della serie adattata nel modo giusto, considerando la storia relativamente gradevole dopo aver recensito No-Rin.
Nella sua recensione dei primi cinque episodi dell'adattamento, Andy Hanley ha osservato che l'autore della serie "ha semplicemente ripescato e lucidato vecchi concetti fino a farli apparire luccicanti e immacolati - e il risultato funziona". Inoltre ha ritenuto che lo stile d'animazione della Shaft è stato un po' troppo prevalente nel primo episodio, riuscendo però in questo modo ad accentuare parti importanti dello spettacolo. Ha anche dichiarato che il doppiaggio originale ha reso bene i personaggi e che la presentazione complessiva è stata di alto livello.